# التهاب فقاري مفصلي لاصق
الالتهاب الفقاري المفصلي اللاصق (بالإنجليزية spondyloarthropathy أو spondyloarthrosis) مصطلح يشير إلى داء مفصلي يصيب العمود الفقري، وهو صنف أو فئة من الأمراض وليس مرضًا منفردًا محددًا بذاته. يختلف هذا الداء عن اعتلال الفقار الذي يصيب الفقرة بحد ذاتها، لكن العديد من الحالات تصاب بكلا المرضين معًا.
يُطلق على هذا الداء التهاب المفاصل الفقاري المحوري عندما يترافق مع التهاب. يشير المصطلح بشكله الأعم إلى الاعتلال المفصلي في العمود الفقري نتيجة الإصابة بأي نوع من داء المفاصل، بما فيها التهاب المفاصل الرثياني والفصال العظمي، لكن يغلب استخدام المصطلح على مجموعة محددة من الاضطرابات تشترك في عدة صفات، ويُطلق عليها غالبًا الاعتلال الفقاري المفصلي سلبي المصل. تترافق هذه الاضطراب مع النمط المصلي HLA-27 وإيجابية العامل الرثياني والعامل المضاد للنواة. يرافق اعتلال مرتكز العظم أحيانًا التهابات الفقار المفصلي اللاصق سلبية المصل.
تشمل العلامات والأعراض الالتهابية التنكسية خارج الفقارية والالتهابات غير الناجمة عن العدوى الميكروبية في سياق اعتلال الفقار المفصلي اللاصق كلا من: التهاب المفاصل المحيطية غير المتناظر (الذي يختلف عن التهاب المفاصل الرثياني) والتهاب المفاصل بين سلاميات إبهام القدم والتهابات الأصابع (الإصبع السجقية) والتهاب وتر أخيل والتهاب اللفافة الأخمصية والتهاب الغضروف الضلعي والتهاب القزحية والآفات المخاطية الجلدية.
يبقى ألم أسفل الظهر أشيع التظاهرات السريرية لمسببات اعتلالات الفقار المفصلي اللاصق، وهو ينفرد بكونه يخف مع زيادة الحركة.

## اعتلال الفقار المفصلي اللاصق سلبي المصل
يضم اعتلال الفقار المفصلي اللاصق سلبي المصل مجموعةً من الأمراض التي تصيب الهيكل المحوري مع غياب الواسمات المصلية. يشير مصطلح «سلبي المصل» إلى غياب العامل الرثياني في مصل المريض، وهذا يدل على اختلاف الآلية المرضية لهذا الداء عن الآلية المشاهدة عادةً في التهاب المفاصل الرثياني.

### الحالات المرضية
تنتمي الحالات التالية إلى مجموعة اعتلالات الفقار المفصلي اللاصق سلبية المصل:
| مرض                                         | نسبة الأشخاص المصابين ( إيجابي HLA-B27 ) |
| ------------------------------------------- | ---------------------------------------- |
| التهاب الفقار المقسط                        | - قوقاز: 92% - أفريقيا-أمريكا:50%        |
| داء رايتر (Reiter's syndrome)               | 60-80%                                   |
| التهاب فقاري مصاحب لـ داء الأمعاء الالتهابي | 60%                                      |
| التهاب المفاصل الصدافي                      | 60%                                      |
| التهاب القزحية الحاد متفرقة الأمامي         | 50%                                      |
| التهاب فقار لاصق لامتمايز (USpA)            | 20-25%                                   |

تضم بعض المصادر مرض بهجت وداء ويبل إلى هذا التصنيف. 

### الخصائص المشتركة
تشترك هذه الأمراض بما يلي:
- سلبية الواسمات المصلية (أي غياب العامل الرثياني).[5]
- ارتباطها بالنمط المصلي HLA-B27.[8]
- التهاب المفاصل المحوري، عادةً التهاب المفصل العجزي الحرقفي والتهاب الفقار.[5]
- التهاب المفاصل قليل العدد، الذي يكون لا متناظرًا عادةً.[5]
- التهاب المرتكزات[5] (التهاب مرتكز الأوتار والأربطة على العظام[9][10]) مثل التهاب اللفافة الأخمصية والتهاب وتر أخيل والتهاب الغضروف الضلعي.
- قد يحدث تجمع للسمات العائلية.[5]
- خصائص خارج مفصلية، مثل إصابة العينين (التهاب العنبة الأمامي) والجلد والسبيل البولي التناسلي،[5] إضافةً إلى الارتجاع الأبهري.
- قد يحدث تداخل بين عدد من الحالات المسببة.

### التصنيف
يستخدم تقييم جمعية الالتهاب الفقاري المفصلي الدولية (معايير «أساس») لتصنيف الشكل المحوري لهذا الداء (يطبق على المرضى الشاكين من ألم أسفل الظهر لمدة ثلاثة أشهر أو أكثر شرط بداية الشكوى قبل سن الخامسة والأربعين)، ويشمل نمطين واسعين:
1. التهاب المفصل العجزي الحرقفي على الصور الشعاعية مع وجود إحدى خصائص الالتهاب الفقاري المفصلي اللاصق.
2. وجود النمط المصلي HLA-B27 مع ميزتين للالتهاب الفقاري المفصلي اللاصق.
التهاب المفصل العجزي الحرقفي على الصور الشعاعية
- يقترح وجود التهاب فعال (حاد) على صورة الرنين المغناطيسي وجود التهاب مفصل عجزي حرقفي مرافق لاعتلال الفقار المفصلي اللاصق بنسبة كبيرة.
- التهاب المفصل العجزي الحرقفي المؤكد على الصور الشعاعية.

خصائص الاعتلال الفقاري المفصلي اللاصق
- ألم الظهر الالتهابي.
- التهاب المفاصل.
- التهاب المرتكزات.
- التهاب العنبة الأمامي.
- التهاب الأصابع.
- الصداف.
- داء كرون أو التهاب الكولون القرحي.
- الاستجابة الجيدة على مضادات الالتهاب غير الستيرويدية.
- وجود قصة عائلية للإصابة بالمرض.
- النمط المصلي HLA-B27.
- ارتفاع البروتين التفاعلي سي.

### العلاج
يعاني الكثير من المرضى من عدة تظاهرات لاعتلال الفقار المفصلي اللاصق. تظهر بعض مثبطات المناعة فعاليةً في عدة أنواع من المرض، مثل مثبطات العامل المنخر للورم، وتكون بعضها فعالةً على نسج ملتهبة محددة، لذا حظيت بموافقة الاستخدام في حالة مرضية أو اثنتين وحسب، وهذا يجعل من اللجوء إلى المقاربة متعددة التخصصات أمرًا ضروريًا لعلاج المرض.

## الوبائيات
يقارب الانتشار العالمي لالتهاب المفاصل الفقري اللاصق نحو 1.9%. 